# Фабіо Каміло де Бріто
Фабіо Каміло де Бріто або просто Нене (порт.-браз. Fábio Camilo de Brito / Nenê; нар. 6 червня 1975, Сан-Паулу, Бразилія) — бразильський футболіст, захисник.

## Життєпис
У 9-річному віці почав займатися футболом в академії «Жувентуса» зі Сан-Паулу. У вище вказаному клубі здійснив перехід до дорослого футболу, а згодом потрапив і в національну збірну Бразилії, за яку зіграв п'ять матчів у 1995 році.
Після переходу до «Гуарані» в 1996 році, його перший закордонний досвід відбувся через два роки в лісабонському «Спортінгу». Однак не зміг закріпитися там, зіграв 4 матчі в чемпіонаті Португалії. Потім повернувся дна батьківщині, де протягом наступних трьох років грав за «Баїя», «Корінтіанс» та «Греміо» з Порту-Алегрі на півдні Бразилії. Оскільки у «Греміо» були фінансові труднощі, керівництво клубу спробувало продати Нене й запропонувало гравцеві, серед іннших, варіанти працевлаштування в Європі.
Після перегляду Нене отримав 1-річний контракт з «Гертою», яка виступала в першій Бундеслізі. У Берліні він вражав своїми спортивними результатами, але страждав від постійних проблем з м'язами, які не дозволили йому закріпитися в стартовому складі команди, де зіграв лише 10 матчів; як наслідок — з ним не продовжили контракт. Він покинув Європу та вдруге повернувся до Бразилії, де підписав контракт з «Віторією» з міста Салвадор.
У серпні 2004 року він перейшов до «Урава Ред Даймондс», захист якої був ослаблений через травму Цубої Кейсуке. Відразу після переходу сформував потужну лінію з трьох захисників з Туліо та Алпаєм Озаланом і зробив внесок у перемогу команди на другому етапі чемпіонату. Однак у 2005 році його мучили неодноразові травми, через що грав суттєво менше і, зрештою, 2 жовтня отримав серйозну травму в матчі проти Сересо Осака, розірвав передню хрестоподібну зв'язку лівого коліна, і не зміг дограти до кінця сезону. Він залишився з клубом у 2006 році за шестимісячним контрактом, при цьому провів першу половину сезону, зосередившись на реабілітації. Потім продовжив свій контракт на шість місяців і офіційно повернувся в клуб вперше приблизно за рік 7 жовтня у матчі проти «ДЖЕФ Юнайтед Ітіхара Тіба». Після цього, через серію травм захисників, включаючи Цубої Кейсуке та Хоріноуті Сатоші, став основним гравцем і зробив внесок у перемозі в Джей-лізі 1 та Кубку Імператора. У 2007 році спочатку очікувалося, що він покине клуб після закінчення контракту, але після того, як переговори з бразильським захисником Алексом Сілвою, якого прагнув придбати «Урава», провалилися, він залишився на шестимісячний контракт і продовжив контракт ще на півроку влітку, як і минулого року. У 2007 році допоміг команді виграти Лігу чемпіонів АФК. 
З 2008 року відіграв по одному сезону за «Куритибу» та «Жувентуде» з міста Кашіас-ду-Сул на півдні Бразилії. У лютому 2010 року підписав контракт з «Брагантіно», після чого перейшов до «Греміо Осаско» і того ж року до «Уніау Можи», де завершив кар'єру гравця наприкінці 2011 року.

## Статистика виступів

### Клубна
| Клуб                    | Сезон             | Ліга              | Ліга  | Ліга | Нац. кубок | Нац. кубок | Кубок ліги | Кубок ліги | Конт. кубок | Конт. кубок | Загалом | Загалом |
| Клуб                    | Сезон             | Дивізіон          | Матчі | Голи | Матчі      | Голи       | Матчі      | Голи       | Матчі       | Голи        | Матчі   | Голи    |
| ----------------------- | ----------------- | ----------------- | ----- | ---- | ---------- | ---------- | ---------- | ---------- | ----------- | ----------- | ------- | ------- |
| «Жувентус» (Сан-Паулу)  | 1996              | Серія C           |       |      |            |            |            |            |             |             |         |         |
| «Гуарані»               | 1997              | Серія A           |       |      |            |            |            |            |             |             |         |         |
| «Спортінг» (Лісабон)    | 1997–98           | Прімера Дивізіон  | 4     | 0    |            |            |            |            |             |             | 4       | 0       |
| «Баїя»                  | 1998              | Серія B           |       |      |            |            |            |            |             |             |         |         |
| «Корінтіанс»            | 1999              | Серія A           | 24    | 5    |            |            |            |            |             |             | 24      | 5       |
| «Греміо» (Порту-Алегрі) | 2000              | Серія A           | 26    | 1    |            |            |            |            |             |             | 26      | 1       |
| «Греміо» (Порту-Алегрі) | 2001              | Серія A           | 12    | 0    |            |            |            |            |             |             | 12      | 0       |
| «Греміо» (Порту-Алегрі) | 2002              | Серія A           |       |      |            |            |            |            |             |             |         |         |
| «Греміо» (Порту-Алегрі) | Загалом           |                   |       |      |            |            |            |            |             |             |         |         |
| «Герта»                 | 2002–03           | Бундесліга        | 10    | 0    |            |            |            |            |             |             | 10      | 0       |
| «Віторія»               | 2003              | Серія A           | 15    | 1    |            |            |            |            |             |             | 15      | 1       |
| «Віторія»               | 2004              | Серія A           | 13    | 1    |            |            |            |            |             |             | 13      | 1       |
| «Віторія»               | Загалом           |                   |       |      |            |            |            |            |             |             |         |         |
| «Урава Ред Даймондс»    | 2004              | Джей-ліга 1       | 10    | 1    | 3          | 0          | 2          | 0          | -           | -           | 15      | 1       |
| «Урава Ред Даймондс»    | 2005              | Джей-ліга 1       | 10    | 1    | 0          | 0          | 0          | 0          | -           | -           | 10      | 1       |
| «Урава Ред Даймондс»    | 2006              | Джей-ліга 1       | 9     | 0    | 4          | 0          | 0          | 0          | -           | -           | 13      | 0       |
| «Урава Ред Даймондс»    | 2007              | Джей-ліга 1       | 12    | 2    | 1          | 0          | 0          | 0          | 5           | 0           | 18      | 2       |
| «Урава Ред Даймондс»    | Загалом           | Загалом           | 41    | 4    | 8          | 0          | 2          | 0          | 5           | 0           | 55      | 4       |
| «Куритиба»              | 2008              | Серія A           |       |      |            |            |            |            |             |             |         |         |
| «Куритиба»              | 2009              | Серія A           |       |      |            |            |            |            |             |             |         |         |
| «Куритиба»              | Загалом           |                   |       |      |            |            |            |            |             |             |         |         |
| Усього за кар'єру       | Усього за кар'єру | Усього за кар'єру | 145   | 12   | 8          | 0          | 2          | 0          | 5           | 0           | 160     | 12      |

## Досягнення
«Баїя»
- Ліга Баїяно
  -  Чемпіон (1): 1998

«Корінтіанс»
- Ліга Пауліста
  -  Чемпіон (1): 1999

- Серія A
  -  Чемпіон (1): 1999

«Греміо»
- Ліга Гаушу
  -  Чемпіон (1): 2001

- Кубок Бразилії
  -  Володар (1): 2001

«Віторія»
- Ліга Баїяно
  -  Чемпіон (1): 2004

«Урава Ред Даймондс»
- Кубок Імператора
  -  Володар (2): 2005, 2006

- Джей-ліга 1
  -  Чемпіон (1): 2006

- Ліга чемпіонів АФК
  -  Чемпіон (1): 2007

«Куритиба»
- Ліга Паранаенсе
  -  Чемпіон (1): 2008